# Сухий Лиман
Сухи́й Лима́н — село в Україні, у Таїровській селищній громаді Одеського району Одеської області. Населення становить 1638 осіб.

## Історія

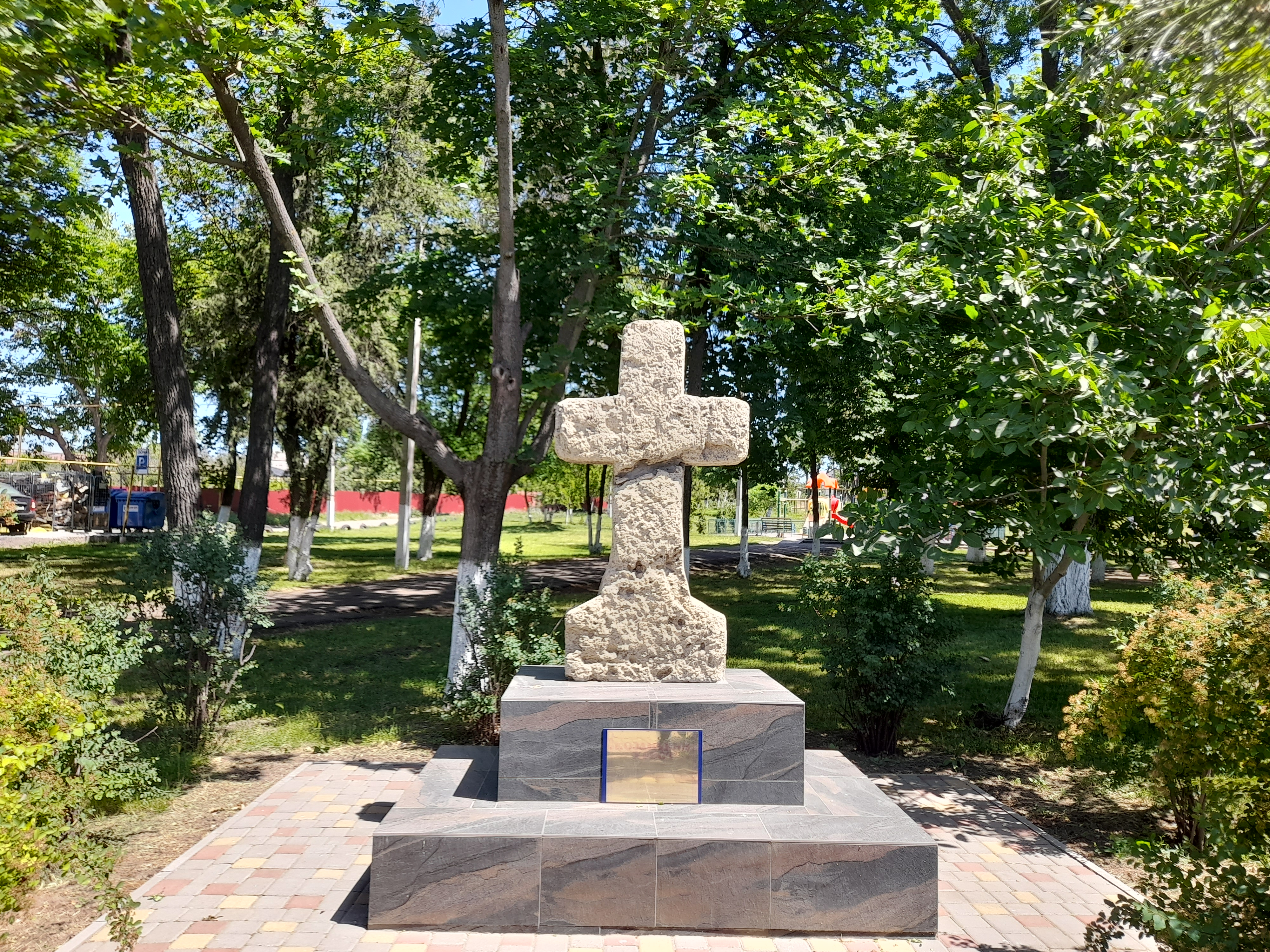
Козацький хрест в центрі села

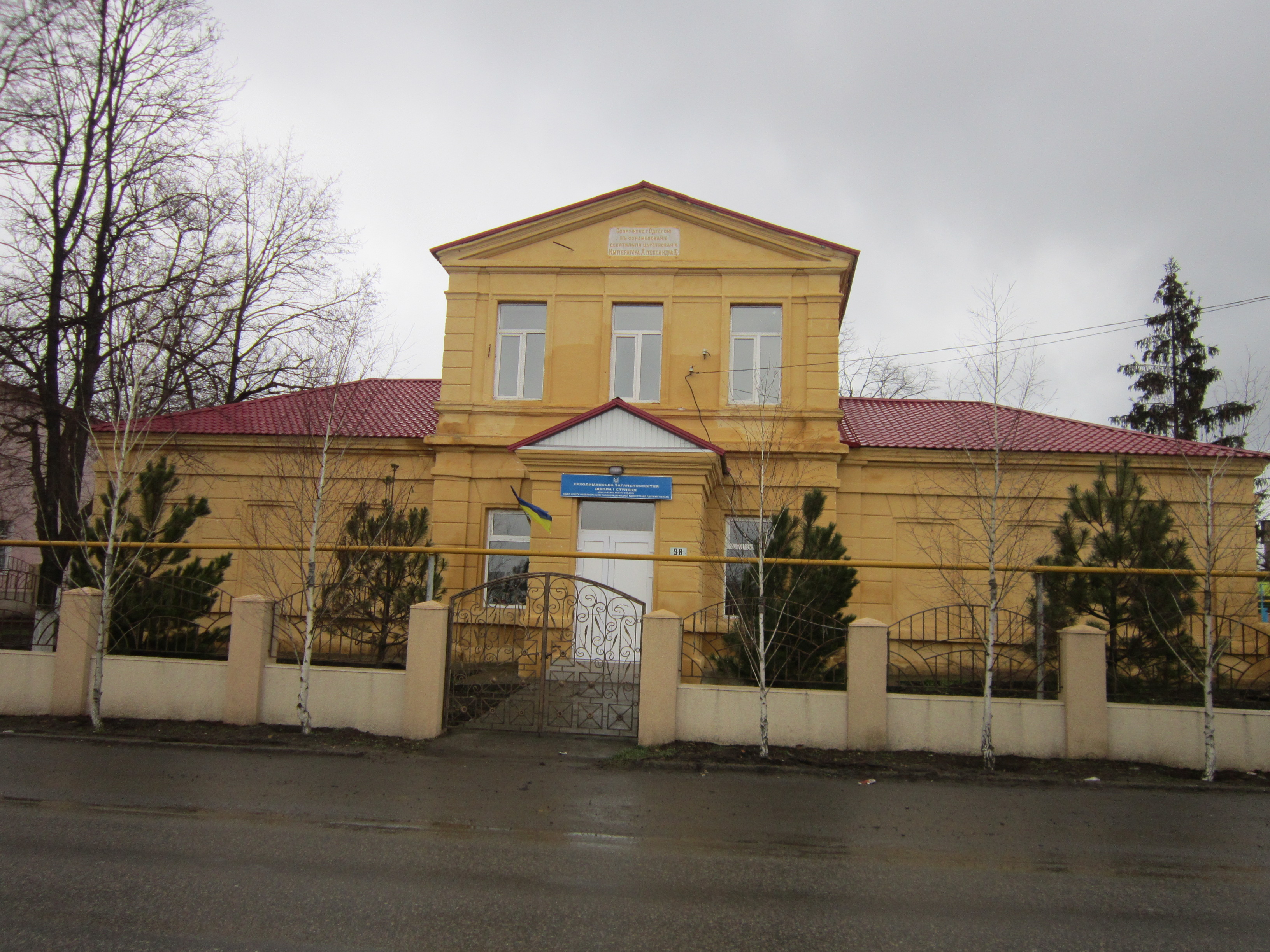
Сухолиманська загальноосвітня школа - розташована у будівлі колишнього початкового училища

Поблизу села виявлені рештки поселень бронзової епохи (II тисячоліття до н. е.) та скіфських часів (IV—III ст. до н. е.). Сучасне селище з'явилося як невеликий хутір на початку XIX ст.
Під час Голодомору 1932—1933 років померло щонайменше 23 жителі села.
Під час Другої світової війни по території села проходив рубіж оборони Одеси. Тепер тут — один з пам'ятників так званого «поясу Слави».
Колишній орган місцевого самоуправління — Сухолиманська сільська рада.

## Політика

### Парламентські вибори, 2019
На позачергових парламентських виборах 2019 року у селі функціонувала окрема виборча дільниця № 510706, розташована у приміщенні школи.
Результати
- зареєстрований 1351 виборець, явка 46,34%, найбільше голосів віддано за «Слугу народу» — 51,20%, за «Опозиційну платформу — За життя» — 19,10%, за Партію Шарія — 7,54%.[3] В одномандатному окрузі найбільше голосів отримав Сергій Колебошин (Слуга народу) — 54,58%, за Сергія Боба (Опозиційна платформа — За життя) — 12,54%, за Василя Гуляєва (самовисування) — 8,31%[4].

## Транспорт
В селі тричі зупиняється електричка «ОДЕСА — Білгород-Дністровський»:
- з.п. 9 км
- з.п. Сухий Лиман
- з.п. 13 км.

## Населення
Згідно з переписом УРСР 1989 року чисельність наявного населення села становила 884 особи, з яких 388 чоловіків та 496 жінок.
За переписом населення України 2001 року в селі мешкало 1279 осіб.

### Мова
Розподіл населення за рідною мовою за даними перепису 2001 року:
| Мова       | Відсоток |
| ---------- | -------- |
| російська  | 49,33 %  |
| українська | 47,92 %  |
| вірменська | 1,02 %   |
| румунська  | 0,78 %   |
| білоруська | 0,16 %   |
| інші       | 0,79 %   |